# 克雷恩贝格
克雷恩贝格是德国莱茵兰-普法尔茨州的一个市镇。总面积4.40平方公里，总人口143人，其中男性73人，女性70人（2011年12月31日），人口密度33人/平方公里。